# Toby Leonard Moore
Toby Leonard Moore (Sídney, Nueva Gales del Sur, 26 de abril de 1981) es un actor australiano, conocido por sus papeles como Victor en  John Wick  (2014), como James Wesley en la serie de Netflix Daredevil (2015), y Bryan Connerty, en la serie Showtime Billions (2016-2023).

## Biografía
Moore nació el 26 de abril de 1981 en Sídney y se mudó con su familia a Hobart, Tasmania, a la edad de 11 años, donde asistió a St Virgil's College. Él es la actriz y artista vocal Robyn Moore, y quería ser actor desde una edad temprana, haciendo algunos trabajos en la escena teatral de Hobart y estudiando actuación en el Instituto Nacional de Arte Dramático (NIDA) en Sídney.

## Vida personal
Moore está casado con la actriz australiana, Michelle Vergara Moore y viven en la ciudad de Nueva York.

## Carrera como actor
El trabajo cinematográfico inicial de Moore consistió en doblar películas en idioma chino al inglés. En 2009, fue elegido para un pequeño papel en la serie de Joss Whedon Dollhouse, y en 2010, un papel recurrente en la miniserie de la Segunda Guerra Mundial The Pacific. En 2015, apareció en  Daredevil como James Wesley, mano derecha y el mejor amigo de Kingpin. Desde 2016, ha aparecido en Billions como Bryan Connerty.

## Filmografía

### Cine
| 2005 | La Promesa           | Wuhan                    | Voz |
| 2006 | Dos ladrones y medio | Octopus                  | Voz |
| 2007 | Taxi 4               | Émilien Coutant Kerbalec | Voz |
| 2014 | John Wick            | Victor                   |     |

### Televisión
| Televisión  | Televisión                  | Televisión                 | Televisión                      |
| Año         | Título original             | Rol                        | País / Canal / Tipo             |
| ----------- | --------------------------- | -------------------------- | ------------------------------- |
| 2009        | Dollhouse                   | Walton                     | Reparto principal               |
| 2010        | Legend of the Seeker        | Príncipe Fyren             | Invitado                        |
| 2010        | The Pacific                 | 2nd Lt. Stone / Sgt. Stone | Invitado                        |
| 2010        | Underbelly: The Golden Mile | Sargento Dave              | Invitado                        |
| 2010        | Blue Bloods                 | Dick Reed                  | Episodio: "Re-Do"               |
| 2013        | Banshee                     | Christopher Hanson         | Episodio: "The Rave"            |
| 2014        | White Collar                | Jim Boothe                 | Invitado                        |
| 2015        | Daredevil                   | James Wesley               | Reparto principal               |
| 2016 - 2023 | Billions                    | Bryan Connerty             | Reparto principal               |
| 2017        | Bull                        | Sr. Andrew Withrow         | Episodio: "What's your number?" |